# 올란도 엥헬라르
올란도 벤슬레이 엥헬라르(네덜란드어: Orlando Wensley Engelaar, 1979년 8월 24일 ~ )는 네덜란드의 전 축구 선수이다.

## 축구인 경력

### 국가대표 경력
2007년 6월 2일 대한민국과의 A매치에서 만 27세의 비교적 늦은 나이에 국가대표팀에 데뷔하였다. 이후 유로 2008 최종 명단에 포함되어 주전 미드필더로 출전하여 네덜란드의 8강 진출을 견인하였으나 러시아에 패하여 탈락하였다.
2010년 남아공 월드컵 예비 명단에 포함되었으나 최종 명단에서는 제외되었다.